# Harpalinae
Sous-famille
Les Harpalinae sont une sous-famille d'insectes coléoptères de la famille des Carabidae.

## Super-tribus
Anthiinae - 
Chlaeniitae - 
Ctenodactylitae - 
Dryptitae - 
Harpalitae - 
Lebiitae - 
Pentagonicitae - 
Platynitae - 
Pterostichitae

## Aperçu des tribus
Abacetini - 
Amorphomerini - 
Anthiini - 
Caelostomini - 
Calophaenini - 
Catapieseini -
Chaetodactylini -
Chaetogenyini -
Chlaeniini -
Cnemalobini - 
Corsyrini -
Cratocerini -
Ctenodactylini - 
Cuneipectini -
Cyclosomini - 
Dercylini -
Drimostomatini -
Dryptini - 
Galeritini -
Geobaenini -
Ginemini - 
Graphipterini - 
Harpalini -
Helluonini - 
Hexagoniini -
Idiomorphini -
Lachnophorini - 
Lebiini - 
Licinini -
Loxandrini - 
Melanchitonini -
Microcheilini -
Morionini - 
Odacanthini - 
Omphreini - 
Oodini -
Orthogoniini - 
Panagaeini -
Peleciini - 
Pentagonicini -
Perigonini -
Physocrotaphini -
Platynini -
Pseudomorphini - 
Pterostichini - 
Sphodrini - 
Zabrini -
Zuphiini

## Principaux genres rencontrés en Europe(à compléter)
- Acinopus Dejean, 1821
- Acupalpus Latreille, 1829
- Amblystomus Erichson, 1837
- Anisodactylus Dejean, 1829
- Anthracus Motschulsky, 1850
- Bradycellus Erichson, 1837
- Carterus Dejean & Boisduval, 1829
- Cephalophonus Ganglbauer, 1891
- Crasodactylus Guérin-Ménéville, 1847
- Cryptophonus Brandmayr & Zetto-Brandmayr, 1982
- Daptus Fischer von Waldheim, 1823
- Diachromus Erichson, 1837
- Dicheirotrichus Jacquelin du Val, 1857
- Ditomus Bonelli, 1810
- Dixus Billberg, 1820
- Egadroma Motschulsky, 1855
- Eocarterus Stichel, 1923
- Graniger Motschulsky, 1864
- Gynandromorphus Dejean, 1829
- Harpalobrachys Tschitschérine, 1899
- Harpalus Latreille, 1802
- Idiomelas Tschitschérine, 1900
- Lebia Latreille, 1802
- Loxonchus Schmidt-Goebel, 1846
- Microderes Faldermann, 1836
- Nesacinopus Tschitschérine, 1900
- Nesarpalus Bedel, 1897
- Notiobia Perty, 1830
- Odacantha Paykull, 1798
- Odotoncarus Solier, 1835
- Oedesis Motschulsky, 1850
- Ophonus Dejean, 1821
- Pachycarus Solier, 1835
- Pangus Dejean, 1821
- Parophonus Ganglbauer, 1891
- Penthophonus Reitter, 1900
- Penthus Chaudoir, 1843
- Pseudoophonus Motschulsky, 1844
- Semiophonus Schauberger, 1933
- Scybalicus Schaum, 1862
- Stenolophus Dejean, 1821
- Trichotichnus Morawitz, 1863
- Tschitscherinellus Csiki, 1906
- Typsiharpalus Tschitschérine, 1901